# Biella (stad)
De Italiaanse stad Biella (uitspraak: /ˈbjɛlla/) is gelegen in de Noord-Italiaanse regio Piëmont. Het is een belangrijk textiel- en wolcentrum aan de voet van de Piëmontese vooralpen. De stad draagt haar naam sinds de negende eeuw, in de periode ervoor heette ze Bugella. In 1992 werd Biella hoofdstad van de gelijknamige provincie die ontstaan is door afsplitsing van de provincie Vercelli.
Biella heeft een goed geconserveerd middeleeuws centrum. Met een kabelbaan is het eveneens bezienswaardige stadsdeel Biella Piazzo te bereiken. Ten noorden van de stad ligt de Oasi Zegna, een natuurgebied waardoor een panoramische weg is aangelegd.
De volgende frazioni maken deel uit van de gemeente: Barazzetto, Chiavazza, Colma, Cossila San Giovanni, Cossila San Grato, Favaro, Oropa, Pavignano, Vaglio, Vandorno.

## Geboren
- Vittorio Sella (1859-1943), alpinist en fotograaf
- Giuseppe Bozzalla (1874-1958), kunstschilder
- Carlo Felice Trossi (1908-1949), autocoureur
- Giovanni Bracco (1908-1968), autocoureur
- Michelangelo Pistoletto (1933), kunstenaar
- Piero Liatti (1962), rallyrijder
- Denis Lunghi (1976), wielrenner
- Beatrice Lanza (1982), triatlete en duatlete
- Alberto Gilardino (1982), voetballer
- Simone Bruson (1983), wielrenner
- Silvia Avallone (1984), schrijfster
- Mattia Pozzo (1989), wielrenner
- Nicole Orlando (1993), gehandicapt atlete[2]
- Stefano Beltrame (1993), voetballer

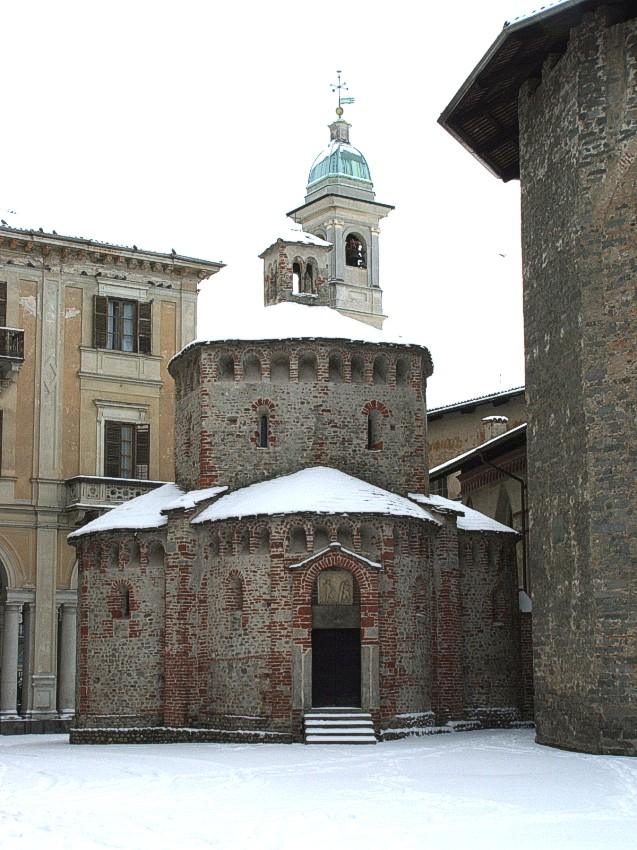
Baptisterium van Biella

- Edoardo Ceria (1995), voetballer